# Gosport (Alabama)
Gosport es un área no incorporada en el Condado de Clarke, Alabama, Estados Unidos. Gosport también está cerca de la ciudad no incorporada de Whatley, los dos generalmente se confunden entre sí y, a veces, se piensa que son el mismo lugar.

## Información
Se registró que Gosport tenía una población de 500 habitantes según el censo de los Estados Unidos de 1850, lo que la convierte en la comunidad más grande en ese momento en el condado de Clarke, el doble que la segunda comunidad más grande de Choctaw Corner, que es la actual Thomasville.
El código de área del teléfono es 251, mientras que el código postal es 36482. Gosport está situado donde el puente Claiborne cruza el río Alabama hacia el condado de Monroe.
Woodlands, también conocido como Plantación Frederick Blount, es una histórica casa de plantación en Gosport. La casa fue agregada al Registro Nacional de Lugares Históricos el 28 de abril de 1980, debido a su importancia arquitectónica.